# Couvent des Ursulines de Tours
Le couvent des Ursulines de Tours est situé à Tours en contrebas du quartier de la cathédrale, au 17 rue des Ursulines. Le monument fait l’objet d’une inscription au titre des monuments historiques depuis 1941.
Dans l'attente de sa construction, les moniales ont temporairement occupé, à partir de 1626, un hôtel situé rue du Cygne.
Depuis 1981 il est reconverti en conservatoire de musique, danse et théâtre.